# Pakistanische Cricket-Nationalmannschaft in Neuseeland in der Saison 2003/04
Die Tour der pakistanischen Cricket-Nationalmannschaft nach Neuseeland in der Saison 2003/04 fand vom 19. Dezember 2003 bis zum 17. Januar 2004 statt. Die internationale Cricket-Tour war Bestandteil der Internationalen Cricket-Saison 2003/04 und umfasste zwei Tests und fünf ODIs. Pakistan gewann die Test-Serie 1–0, während Neuseeland die ODI-Serie 4–1 gewann.

## Vorgeschichte
Beide Mannschaften spielten zuvor eine ODI-Tour gegeneinander in Pakistan, die Pakistan mit 5–0 gewann.

## Stadien
Die folgenden Stadien wurden für die Tour als Austragungsort vorgesehen und am 31. Juli 2003 bekanntgegeben.
| Stadion                  | Stadt        | Kapazität | Spiele  |
| ------------------------ | ------------ | --------- | ------- |
| Eden Park                | Auckland     | 50.000    | 1. ODI  |
| Jade Stadium             | Christchurch | 38.628    | 2. ODI  |
| Seddon Park              | Hamilton     | 10.000    | 1. Test |
| McLean Park              | Napier       | 22.500    | 4. ODI  |
| Queenstown Events Centre | Queenstown   | 19.000    | 2. ODI  |
| Basin Reserve            | Wellington   | 11.000    | 2. Test |
| Westpac Stadium          | Wellington   | 34.500    | 5. ODI  |

## Kaderlisten
Pakistan benannte seinen Kader am 5. Dezember 2003.
Neuseeland benannte seinen Test-Kader am 14. Dezember und seinen ODI-Kader am 29. Dezember 2003.
| Test | Test | ODI | ODI |
| Neuseeland | Pakistan | Neuseeland | Pakistan |
| --- | --- | --- | --- |
| - Stephen Fleming (K) - Ian Butler - Chris Cairns - Robbie Hart (wk) - Richard Jones - Craig McMillan - Jacob Oram - Mark Richardson - Scott Styris - Daryl Tuffey - Daniel Vettori - Lou Vincent | - Inzamam-ul-Haq (K) - Abdul Razzaq - Danish Kaneria - Imran Farhat - Mohammad Sami - Mohammad Yousuf - Moin Khan (wk) - Shabbir Ahmed - Shoaib Akhtar - Taufeeq Umar - Umar Gul - Yasir Hameed | - Stephen Fleming (K) - Andre Adams - Ian Butler - Chris Cairns - Craig Cumming - Brendon McCullum (wk) - Craig McMillan - Hamish Marshall - Kyle Mills - Jacob Oram - Scott Styris - Daryl Tuffey - Daniel Vettori | - Inzamam-ul-Haq (K) - Abdul Razzaq - Azhar Mahmood - Imran Farhat - Mohammad Sami - Mohammad Yousuf - Moin Khan (wk) - Saleem Elahi - Shabbir Ahmed - Shoaib Akhtar - Shoaib Malik - Yasir Hameed |

## Tour Matches
| 14. – 16. Dezember Scorecard | Auckland | Pakistanis 318 (71.5) & 201-5 (43) | – | Auckland 222 (90.1) |
|                              |          | Remis                              |   |                     |

| 3. Januar Scorecard | Auckland | Pakistanis 258-9 (50)          | – | Wellington 224 (44.1) |
|                     |          | Pakistanis gewinnt mit 34 Runs |   |                       |

## Tests

### Erster Test in Hamilton
| 19. – 23. Dezember Scorecard | Hamilton | Neuseeland 563 (151.2) & 96-8 (41.1) | – | Pakistan 463 (144.4) |
|                              |          | Remis                                |   |                      |

### Zweiter Test in Wellington
| 26. – 30. Dezember Scorecard | Wellington (BR) | Neuseeland 366 (142.3) & 103 (53) | – | Pakistan 196 (90) & 277-3 (74.5) |
|                              |                 | Pakistan gewinnt mit 7 Wickets    |   |                                  |

## One-Day Internationals

### Erstes ODI in Auckland
| 3. Januar Scorecard | Auckland | Pakistan 229-7 (50)              | – | Neuseeland 230-6 (49.1) |
|                     |          | Neuseeland gewinnt mit 4 Wickets |   |                         |

### Zweites ODI in Queenstown
| 7. Januar Scorecard | Queenstown | Neuseeland 235-8 (50)          | – | Pakistan 236-4 (47) |
|                     |            | Pakistan gewinnt mit 6 Wickets |   |                     |

### Drittes ODI in Christchurch
| 10. Januar Scorecard | Christchurch (JS) | Pakistan 255-9 (50)              | – | Neuseeland 259-3 (46.2) |
|                      |                   | Neuseeland gewinnt mit 7 Wickets |   |                         |

### Viertes ODI in Napier
| 14. Januar Scorecard | Napier | Pakistan 126 (36.3)              | – | Neuseeland 127-2 (22.5) |
|                      |        | Neuseeland gewinnt mit 8 Wickets |   |                         |

### Fünftes ODI in Wellington
| 17. Januar Scorecard | Wellington (WS) | Neuseeland 307-8 (50)         | – | Pakistan 303 (49.3) |
|                      |                 | Neuseeland gewinnt mit 4 Runs |   |                     |

## Statistiken
Die folgenden Cricketstatistiken wurden bei dieser Tour erzielt.
| Tests           | Tests      | Tests   | Tests   | Tests   | Tests   | Tests   | Tests   | Tests   |
| Batting         | Batting    | Batting | Batting | Batting | Batting | Batting | Batting | Batting |
| Spieler         | Mannschaft | Spiele  | Innings | Runs    | Average | HS      | 100s    | 50s     |
| --------------- | ---------- | ------- | ------- | ------- | ------- | ------- | ------- | ------- |
| Stephen Fleming | Neuseeland | 2       | 4       | 216     | 54,00   | 192     | 1       | 0       |
| Daniel Vettori  | Neuseeland | 2       | 4       | 201     | 67,00   | 137*    | 1       | 0       |
| Mark Richardson | Neuseeland | 2       | 4       | 182     | 45,50   | 82      | 0       | 1       |
| Yousuf Youhana  | Pakistan   | 2       | 3       | 176     | 88,00   | 88*     | 0       | 2       |
| Inzamam-ul-Haq  | Pakistan   | 2       | 3       | 157     | 78,50   | 72*     | 0       | 2       |
| Bowling         |            |         |         |         |         |         |         |         |
| Spieler         | Mannschaft | Spiele  | Overs   | Wickets | Average | BBI     | 5W      | 10W     |
| Shoaib Akhtar   | Pakistan   | 1       | 38.3    | 11      | 7,09    | 6/30    | 2       | 1       |
| Shabbir Ahmed   | Pakistan   | 2       | 107.2   | 10      | 23,40   | 5/117   | 1       | 0       |
| Ian Butler      | Neuseeland | 2       | 62.3    | 9       | 28,77   | 6/46    | 1       | 0       |
| Daryl Tuffey    | Neuseeland | 2       | 71      | 6       | 29,00   | 5/87    | 1       | 0       |
| Mohammad Sami   | Pakistan   | 2       | 77      | 6       | 41,00   | 5/44    | 1       | 0       |

| ODIs            | ODIs       | ODIs    | ODIs    | ODIs    | ODIs    | ODIs    | ODIs    | ODIs    |
| Batting         | Batting    | Batting | Batting | Batting | Batting | Batting | Batting | Batting |
| Spieler         | Mannschaft | Spiele  | Innings | Runs    | Average | HS      | 100s    | 50s     |
| --------------- | ---------- | ------- | ------- | ------- | ------- | ------- | ------- | ------- |
| Stephen Fleming | Neuseeland | 5       | 5       | 248     | 62,00   | 115*    | 1       | 0       |
| Hamish Marshall | Neuseeland | 5       | 5       | 174     | 34,80   | 84      | 0       | 2       |
| Abdul Razzaq    | Pakistan   | 5       | 4       | 170     | 56,66   | 89      | 0       | 2       |
| Craig McMillan  | Neuseeland | 5       | 4       | 154     | 51,33   | 81      | 0       | 1       |
| Imran Farhat    | Pakistan   | 5       | 5       | 152     | 30,40   | 87      | 0       | 1       |
| Bowling         |            |         |         |         |         |         |         |         |
| Spieler         | Mannschaft | Spiele  | Overs   | Wickets | Average | BBI     | 5W      | 10W     |
| Jacob Oram      | Neuseeland | 5       | 49      | 8       | 20,62   | 2/24    | 0       | 0       |
| Scott Styris    | Neuseeland | 5       | 24      | 6       | 19,50   | 3/34    | 0       | 0       |
| Daryl Tuffey    | Neuseeland | 4       | 40      | 6       | 26,16   | 3/35    | 0       | 0       |
| Shoaib Malik    | Pakistan   | 5       | 42.5    | 6       | 31,16   | 2/28    | 0       | 0       |
| Mohammad Sami   | Pakistan   | 5       | 45.1    | 6       | 44,16   | 3/52    | 0       | 0       |

## Player of the Match
Als Player of the Match wurden die folgenden Spieler ausgezeichnet.
| Spiel   | Player of the Match |
| ------- | ------------------- |
| 1. Test | Stephen Fleming     |
| 2. Test | Shoaib Akhtar       |
| 1. ODI  | Scott Styris        |
| 2. ODI  | Yousuf Youhana      |
| 3. ODI  | Stephen Fleming     |
| 4. ODI  | Jacob Oram          |
| 5. ODI  | Abdul Razzaq        |